# Osteolyse
Die Osteolyse (altgriechisch ὀστέον ostéon, deutsch ‚Knochen‘ und λύσις lýsis ‚Auflösung‘) bezeichnet allgemein einen Knochenabbau. Damit kann einerseits der Knochenabbau auf zellulärer Ebene bezeichnet werden, wie er im Rahmen des physiologischen Knochenumbaus beständig im Knochenstoffwechsel erfolgt, andererseits ein überschießender Knochenabbau im Rahmen eines pathologischen Knochenumbaus bezeichnet werden. Zum anderen bezeichnet besonders in der Radiologie und Onkologie eine umschriebene Osteolyse einen lokalen Knochendefekt mit komplettem Verlust der Knochensubstanz innerhalb des Defektes.

## Osteolyse beim Knochenumbau

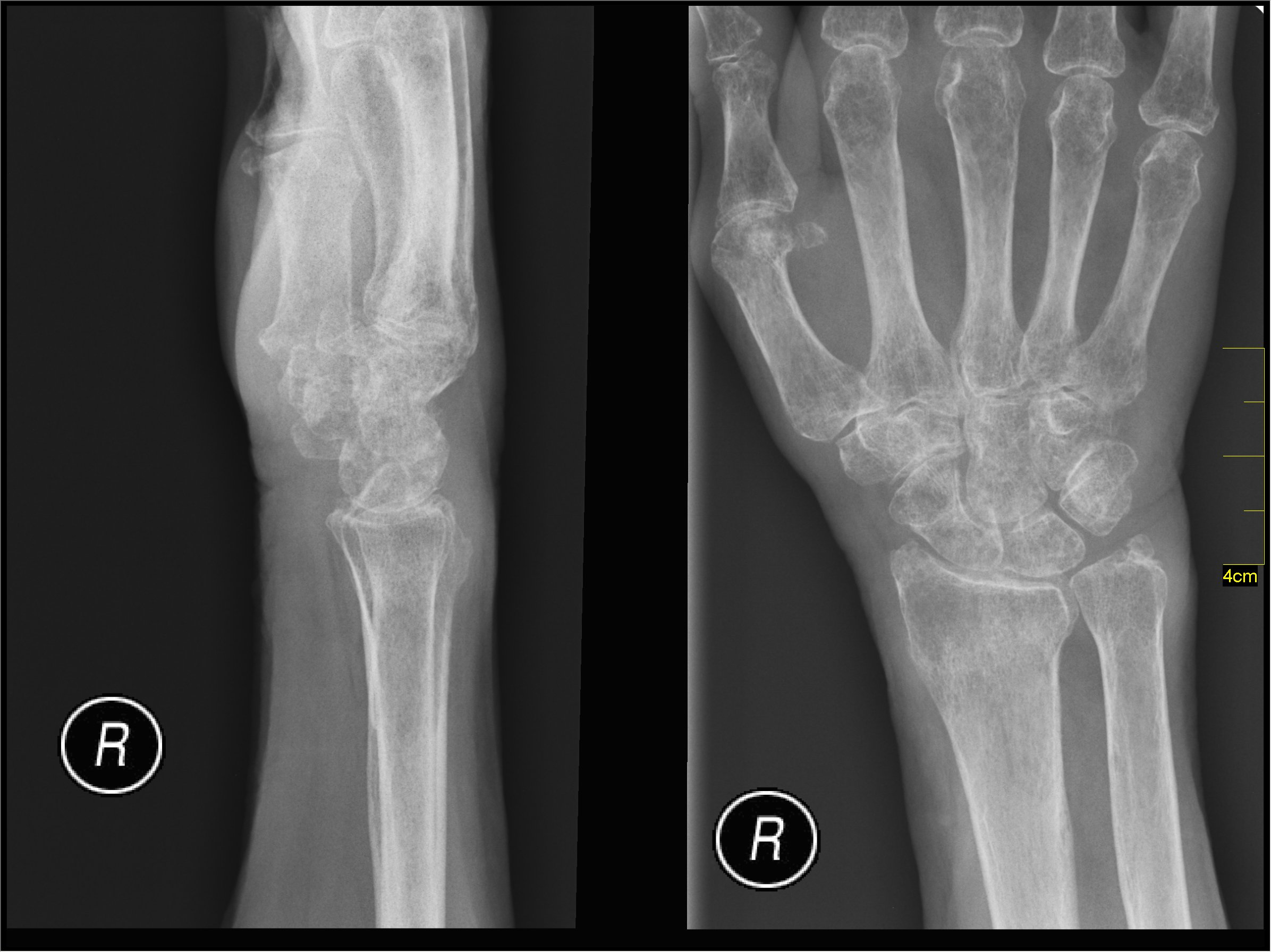
Osteoporose (Hand)

Generell sind die Osteoklasten die Zellen, die Knochen abbauen können, weshalb diese Form der Osteolyse auch als osteoklastische Reaktion bezeichnet werden kann. Sie werden über Hormone des Knochenstoffwechsels kontrolliert und stehen beim physiologischen Knochenumbau in ihrer Aktivität im Gleichgewicht mit den knochenaufbauenden Osteoblasten.
Bei Störungen des physiologischen Gleichgewichtes lassen sich zwei Formen der Osteopathie unterschieden, bei denen es zu einer reduzierten Knochendichte kommt:
- Osteoporose und die Vorstufe Osteopenie mit gleich starker Verminderung der organischen Substanzen und des Mineralgehalts. Diese Formen können systemisch auftreten und alle Knochen betreffen oder nur regional auftreten.
- Osteomalazie mit vermindertem Mineralgehalt bei unverändertem oder weniger stark vermindertem Gehalt an organischen Anteilen durch Störung des Phosphatstoffwechsels oder eines Mangels an aktivem Vitamin D.

## Umschriebene Osteolyse
Auch die umschriebene Osteolyse erfolgt ausschließlich durch Osteoklasten, die jedoch lokal stark überaktiviert sind ohne gleichzeitige Osteoblasten-Aktivität. So entstehen im Knochen Stellen ohne Knochensubstanz, die wie ausgestanzte Löcher wirken können (typisches Bild beim Plasmozytom).

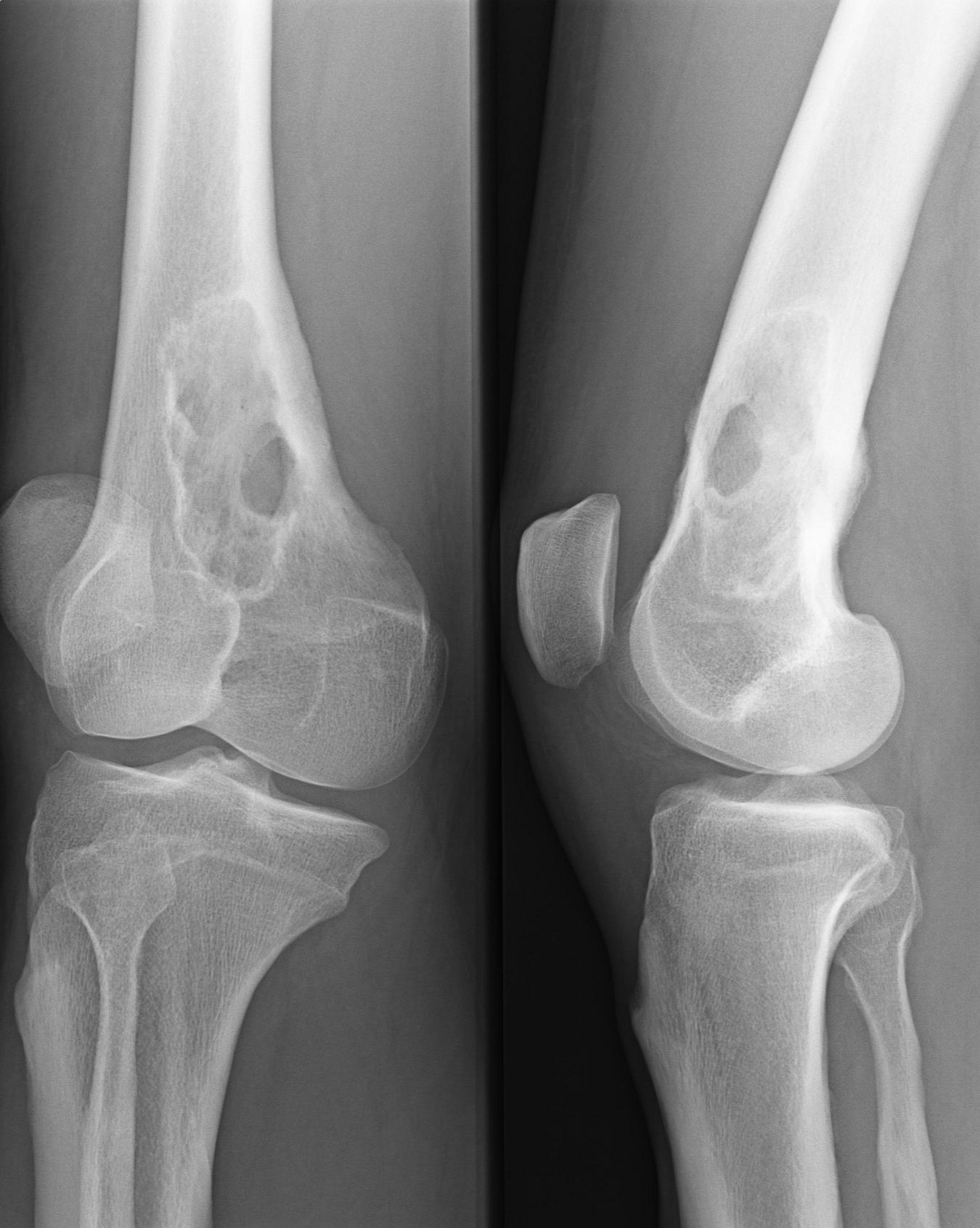
Beispiel: Osteolyse im Oberschenkelknochen bei einem Plasmozytom

Die Ursachen einer umschriebenen Osteolyse sind vielseitig und können sich manchmal aus der Lokalisation der Osteolyse, Grunderkrankungen und Alter des Patienten erschließen lassen:
- Bei einer mechanischen Lockerung von Implantaten können sich Osteolysen als Lockerungssäume oder durch Fremdkörper (Abrieb) bilden. Dies kann an Endoprothesen, aber auch an Osteosynthesen auftreten und erfordert oftmals die Entfernung der Osteosynthese oder bei einer Prothesenlockerung einen Wechsel der Endoprothese.
- Osteolytische Prozesse können bei einer Periimplantitis zur Lockerung beziehungsweise zum Verlust eines Zahnimplantats führen, die durch eine gemischte anaerobe Mikroflora ausgelöst wird, bei der gramnegative Bakterien im Vordergrund stehen.
- Eine weitere Form der Osteolyse ist der Abbau der Alveolarfortsätze des Kiefers. Der Knochenabbau des Kieferknochens kann durch Zahnverlust, Parodontitis oder durch den Auflagedruck von Zahnprothesen erfolgen. Bei Letzterem beträgt der Alveolarkammabbau im ersten Jahr nach dem Zahnverlust etwa 0,5 mm im Oberkiefer und 1,2 mm im Unterkiefer. In den Folgejahren beträgt der Abbau 0,1 mm im Oberkiefer und 0,4 mm im Unterkiefer.[2] Der Umfang des Abbaus wird in den Resorptionsklassen nach Cowood und Howell unterschieden.
- Auch gutartige und bösartige Knochentumoren können sich als Osteolysen darstellen, die teilweise erst durch eine pathologische Fraktur des durch die Osteolyse geschwächten Knochens auffallen. Die Bandbreite reicht von einer einfachen Knochenzyste bis zum Osteosarkom. Ebenso treten Osteolysen durch Metastasen bösartiger Tumoren anderer Organe auf, oder als Manifestation hämatologischer Tumoren, also bei Leukämien oder Lymphomerkrankungen, wie dem Plasmozytom. Es gibt radiologische Zeichen wie ein Sklerosierungsrand um die Osteolyse, die auf eine gutartige Ursache hindeuten. Dies wird in der Lodwick-Klassifikation der radiologischen Befunde von Osteolysen und Knochentumore erfasst.
- Im Rahmen von Stoffwechselerkrankungen können selten ebenfalls Osteolysen auftreten, ein Beispiel sind die „braunen Tumoren“ bei einer Überfunktion der Nebenschilddrüse (Hyperparathyreoidismus). Bei primärem Hyperparathyreoidismus werden osteolytische Veränderungen im Mund-, Kiefer- und Gesichtsbereich im Gegensatz zum übrigen Skelettsystem selten beobachtet, können aber den ersten klinischen Hinweis auf die endokrine Erkrankung darstellen.[3] Auch im Rahmen einer Amyloidose können Osteolysen beobachtet werden.
- Auch gelenknahe Knochenzysten stellen Osteolysen dar und treten bei fortgeschrittenen Arthrosen als „Geröllzysten“ und entzündlichen Gelenkerkrankungen, wie der chronischen Polyarthritis auf.
- Infektionen wie eine Knochenmarkvereiterung (Osteomyelitis) führen ebenfalls zu Osteolysen, teilweise auch bei sehr niedrig virulenten Keimen, wie beim Brodie-Abszess. Sehr seltene Ursachen können auch eine Tuberkulose oder eine Pilzinfektion sein[4]

## Idiopathische Osteolyse
Sehr selten wird die komplette Auflösung eines einzelnen Knochens beobachtet. Diese als Gorham-Stout-Syndrom,  Idiopathische massive Osteolyse oder Phantomknochenkrankheit bezeichnete Erkrankung ist idiopathisch, die Ursache also unbekannt.
Zu den idiopathischen Osteolysen zählen ferner in der Einteilung nach Spranger-Langer-Wiedemann von 1974
- Multizentrische karpotarsale Osteolyse mit oder ohne Nephropathie[7]
- die Gruppe der hereditären idiopathischen Osteolysen[8]
  - Hereditäre idiopathische Osteolyse Typ I Lamy-Maroteaux
  - Hereditäre idiopathische Osteolyse Typ II Joseph
  - Hereditäre idiopathische Osteolyse Typ III Hozay
  - Hereditäre idiopathische Osteolyse Typ IV Thieffry-Shurtleff
  - Hereditäre idiopathische Osteolyse Typ V François
  - Hajdu-Cheney-Syndrom (Hereditäre idiopathische Osteolyse Typ VI)
  - Hereditäre idiopathische Osteolyse Typ VII Torg

F. Hardegger stellte im Jahre 1985 eine alternative Klassifikation der hereditären multizentrischen Osteolysen vor:
- Typ 1 mit dominanter Vererbung (Typ Lamy-Maroteaux, Typ Tieffry-Shurtleff und Hajdu-Cheney-Syndrom)
- Typ 2 mit rezessiver Vererbung (Typ Joseph, Typ Hozay, Typ François und Typ Torg)
- Typ 3 nicht erbliche Formen mit Nephropathie
- Typ 4 Gorham-Stout-Syndrom
- Typ 5 MONA-Spektrum (Winchester-Syndrom)